# الشهداء (سوهاج)
قرية الشهداء هي إحدى القرى التابعة لمركز العسيرات بمحافظة سوهاج في جمهورية مصر العربية. حسب إحصاءات سنة 2006، بلغ إجمالي السكان في الشهداء 4524 نسمة، منهم 2260 رجل و2264 امرأة.